# Rueda de Buenos Aires
La Rueda de Buenos Aires será una vuelta al mundo situada en el Dique 1 de Puerto Madero en Buenos Aires, Argentina. Tendrá 81,5 metros de altura y 36 cabinas con capacidad para 8 personas y el recorrido durará 30 minutos aproximadamente.
La construcción estará a cargo de la empresa china Golden Horse, el modelo será el GLC-83A y tardará 10 meses hasta su puesta en marcha.